# Maria cypryjska (królowa Aragonii)
Maria cypryjska, Maria z Lusignan (ur. w latach 70. XIII wieku, zm. 10 września 1322 w Barcelonie) – królewna cypryjska i jerozolimska z dynastii Luzynianów, od 1315 królowa Aragonii, Walencji, Sardynii i Korsyki jako trzecia żona króla Jakuba II Sprawiedliwego.
Po trwających 4 lata zabiegach o jej rękę, ostatecznie poślubiła króla aragońskiego jako podstarzała, ale posażna panna, potencjalna dziedziczka swojego brata Henryka II. Wniosła mężowi posag o wartości kruszcowej prawie 1,2 tony srebra. Zawierając związek z tak potężnym władcą śródziemnomorskim jak Jakub II, prawdopodobnie skorzystała z najlepszej oferty matrymonialnej, jaką kiedykolwiek złożono członkowi dynastii cypryjskiej. Zmarła jednak bezdzietnie, przed swoim bratem, po niecałych 7 latach małżeństwa, co pokrzyżowało ambitne plany polityczne jej męża.
Została pochowana we franciszkańskim kościele klasztornym w Barcelonie i spoczywała tam wraz z dwiema innymi królowymi do XIX w. Po zniszczeniu i rozebraniu kościoła jej szczątki przeniesiono do barcelońskiej katedry. Z pierwotnego nagrobka monarchini zachowała się figuralna płyta nagrobna.

## Pochodzenie
Maria była najstarszą córką króla Cypru i Jerozolimy Hugona III (I) oraz Izabeli, pochodzącej z Ibelinów – najznaczniejszego cypryjskiego rodu arystokratycznego.
Ojciec Marii jedynie po kądzieli wywodził się z rodu Luzynianów, będąc przedstawicielem władającej Antiochią bocznej linii książąt Akwitanii (Poitiers). Jednak po wymarciu linii męskiej cypryjskich Luzynianów w 1267 Hugo oficjalnie przyjął nazwisko rodowe i herb matki, kontynuując ród królów Cypru jako Hugo III z Lusignan. W roku 1269 objął tron Jerozolimy jako Hugo I, chociaż jego władza ograniczała się właściwie do Akki, zdobytej w końcu przez muzułmanów w 1291. Mimo upadku Akki, władcy Cypru nie zaprzestali używania tytułu królów Jerozolimy.
Dokładna data narodzin Marii nie jest znana. Królewna żyła jednak już w latach 70. XIII wieku, ponieważ z małżeństwa jej rodziców, zakończonego śmiercią ojca w 1284, pochodziło nie tylko liczne potomstwo płci męskiej, ale też kilka jej młodszych sióstr(trzy lub cztery).
W literaturze przedmiotu funkcjonują takie określenia czasu narodzin Marii jak 1273 czy 1279. Najpóźniejszy moment przyjścia na świat królewny w 1279-1280 jest możliwy do przyjęcia, jeśli uzna się za wiarygodną informację nikozyjskiego kanonika Jacoba de Cassiatis o tym, że w chwili śmierci ojca miała ona około 4-5 lat.
Rodzina Marii ukrywała jej wiek przed aragońskimi posłami w trakcie negocjacji przedmałżeńskich, twierdząc, że nie ukończyła 25 roku życia. Była to górna granica wieku, na jaką zgadzał się jej przyszły mąż, który liczył na potomstwo z tego związku. W rzeczywistości królewna miała wówczas z pewnością ponad 30 lat.

## Negocjacje przedślubne
W czerwcu 1311, osiem miesięcy po śmierci królowej Blanki, mimo deklarowanej niechęci do powtórnego ożenku, Jakub II przedstawił na zebraniu kortezów w Barcelonie zamiar poślubienia siostry króla Cypru. Plany małżeńskie niedawno owdowiałego króla wiązały się z ekspansją Korony Aragonii w rejonie Morza Śródziemnego. Jakub II zamierzał ożenić się z główną spadkobierczynią bezdzietnego i uważanego za impotenta króla Henryka w celu przejęcia w przyszłości kontroli nad Cyprem, jak też uzyskania tytułów prawnych oraz pretensji Luzynianów do posiadłości w Ziemi Świętej.
Kilkuletnie negocjacje przedmałżeńskie, w których dużą rolę odgrywał rycerski zakon szpitalników, dotyczyły głównie desygnowania jednej z sióstr króla Cypru na jego dziedziczkę. Chociaż poślubienie przez Jakuba II którejś z młodszych królewien dawało większą szansę na posiadanie potomstwa, to – zgodnie z wolą króla Henryka – najstarsza Maria miała zostać spadkobierczynią korony cypryjskiej, a jej męskie potomstwo mogłoby objąć realną władzę na Cyprze po śmierci wuja. Negocjacje zakończyły się 1 maja 1314 podpisaniem umowy pomiędzy Jakubem II i Henrykiem II.

## Małżeństwo
Cypryjsko-aragońskie małżeństwo dynastyczne zostało zawarte 15 czerwca 1315 per procura w obecności całego dworu cypryjskiego w Nikozji. Jakubowi II, którego zastępował aragoński pełnomocnik i królewnie Marii udzielił ślubu papieski legat Peter de Plaine-Cassagne. Konfirmacja małżeństwa nastąpiła po przybyciu Marii do jej nowego królestwa. Uroczystości odbyły się 27 listopada 1315 w Gironie.
Wychodząc za władcę jednego z najpotężniejszych królestw śródziemnomorskich, królewna Maria zrobiła prawdopodobnie najlepszą partię spośród wszystkich członków domu cypryjskiego, jacy kiedykolwiek związali się z przedstawicielami obcych dynastii.
Dzięki temu prestiżowemu mariażowi i stosunkom nawiązanym z dynastią barcelońską Luzynianowie doprowadzili do kolejnych małżeństw między krewnymi obu domów panujących. Siostra wujeczna Henryka II i Marii Izabela z Ibelinu w 1316 została żoną jednego z przedstawicieli dynastii barcelońskiej, poślubiając młodszego brata króla Majorki Sancza, w roku 1317 zaś sam monarcha cypryjski poślubił bratanicę swojego nowego szwagra, królewnę sycylijską Konstancję.
Z punktu widzenia Jakuba II małżeństwo z Marią ani nie przyniosło spodziewanych korzyści politycznych, ani nie było udane. Rozczarowany król, który zalecał posłom wybór najlepszej kandydatki, odpowiednio młodej, ładnej i płodnej, oceniał Cypryjkę jako wręcz sędziwą. Zbyt późno wydana za mąż królewna nie urodziła żadnego spadkobiercy i zmarła przed swoim bratem, którego dziedzicem i kolejnym królem Cypru został bratanek Hugo.
Skarbiec władcy Aragonii zasilił natomiast posag Marii, na który złożyli się jej brat i matka, wynoszący 300 tys. bezantów. W trakcie negocjacji przedmałżeńskich monarcha stawiał nawet bardziej wygórowane żądania finansowe, chcąc uzyskać sumę 500 tys. bezantów. Posag został wypłacony w używanej na Cyprze srebrnej monecie(tzw. białych bezantach), zawierającej około 3,84 g srebra, co łącznie dawało 1152 kg kruszcu.

## Testament i śmierć

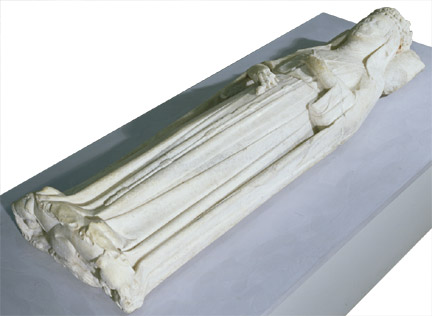
Posąg nagrobny królowej Marii z około 1323, znajdujący się obecnie w Museu Nacional d’Art de Catalunya w Barcelonie.

Królowa Maria rozchorowała się ciężko w 1318 oraz w marcu 1319. Przebywając w Tortosie, dnia 2 kwietnia 1319 sporządziła testament.
Część nowożytnych kronikarzy uznała zatem, że choroba była śmiertelna i monarchini zmarła w 1319, a nawet jeszcze w 1318. Wersję o zgonie królowej w 1319 rozpowszechniło poczytne dzieło Anales de la Corona de Aragón Jerónima Zurity, który podał również nieprawdziwą informację o wyrażeniu przez królową życzenia, by została pochowana w kościele dominikanów w Tortosie w habicie dominikańskim. W rzeczywistości królowa chciała, by jej ciało w habicie braci mniejszych zostało złożone w miejscowym kościele franciszkanów. Mylna data zgonu spotykana jest także we współczesnych publikacjach.
Zachowały się jednak dokumenty świadczące o tym, że królowa z pewnością żyła do września 1322 i nie umarła w Tortosie. Z listu datowanego na 22 września 1322, który Jakub II wysłał do szwagra, wynika, że zgon Marii nastąpił 10 września 1322 w Barcelonie. Król podał okoliczności śmierci małżonki, w tym przyjęcie przez nią sakramentów oraz godzinę jej zgonu.
Po odbyciu ponad trzymiesięcznej żałoby król wstąpił w ostatni, czwarty związek małżeński w Boże Narodzenie 1322, wybierając sobie żonę niedynastycznego pochodzenia spośród własnych poddanych. Nowa królowa, którą została Elizenda z Montcady, była pierwszą katalońską szlachcianką na tronie Aragonii.

## Pochówek

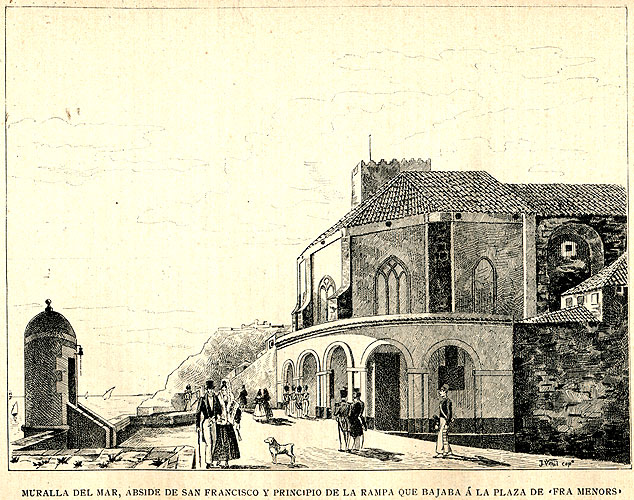
Nieistniejący obecnie kościół klasztorny św. Franciszka w Barcelonie, w którym została pochowana królowa Maria cypryjska.

Maria została pochowana habicie klaryski w barcelońskim kościele franciszkanów, co potwierdzają m.in. XVIII-wieczne przekazy (Chronica Serafica de la Santa Provincia de Cathaluña ojca Jaime Colla i zapiski brata Berarda Comesa w Libro Vero barcelońskiego konwentu) oraz tekst epitafium królowej. Ciało Marii złożono w środku chóru w pobliżu głównego ołtarza. W XV w. przeniesiono je do kaplicy św. Szczepana i św. Apolonii (od 1828 pod wezwaniem św. Salwatora z Horty).
Kamienny nagrobek królowej wykonali Joan de Tournai i Jacques de França. Został on ukończony w 1323 roku. Z sarkofagu Marii zachowała się jedynie rzeźba przedstawiająca figurę władczyni, obecnie przechowywana w Narodowym Muzeum Sztuki Katalońskiej w Barcelonie. Maria została przedstawiona w habicie i koronie na głowie, podobnie jak jej poprzedniczka królowa Blanka.

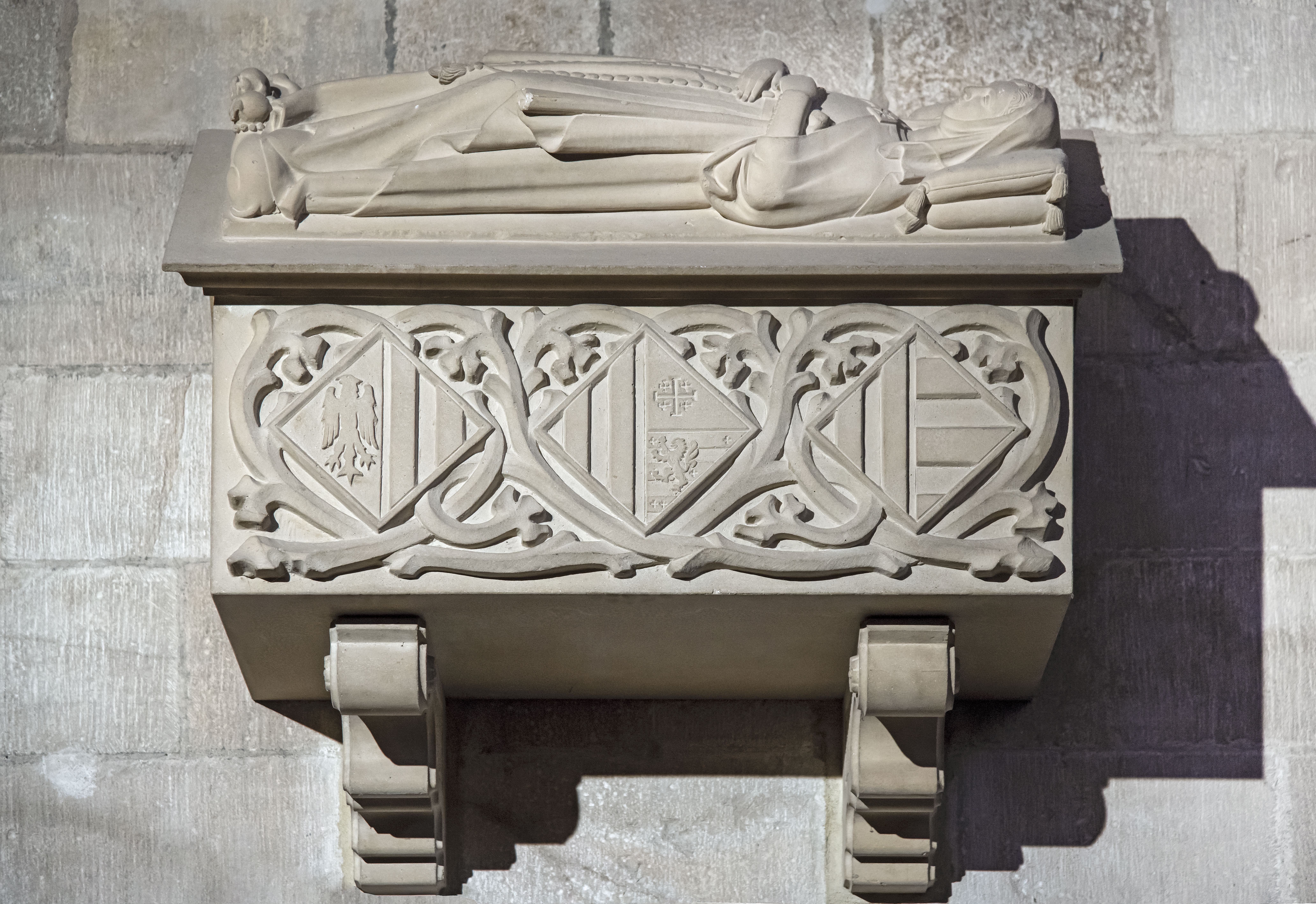
Wtórny pochówek w barcelońskiej katedrze św. Eulalii – sarkofag ze szczątkami Marii, jej teściowej Konstancji i synowej jej pasierba Sybilli

W roku 1822 kościół św. Franciszka wraz z klasztorem franciszkanów został uszkodzony, padł ofiarą pożaru w 1835 i ostatecznie został rozebrany w 1837. Po stwierdzeniu naruszenia znajdujących się w kościele grobów królewskich, władze publiczne zajęły się zebraniem kości należących do Alfonsa II, królowych Konstancji sycylijskiej, Marii cypryjskiej i Sybilli z Fortià oraz infantów. Szczątki królowej Marii przeniesiono do barcelońskiej katedry, gdzie znalazły ostateczne miejsce spoczynku w 1852.